# شیطان‌پرستی در ایران

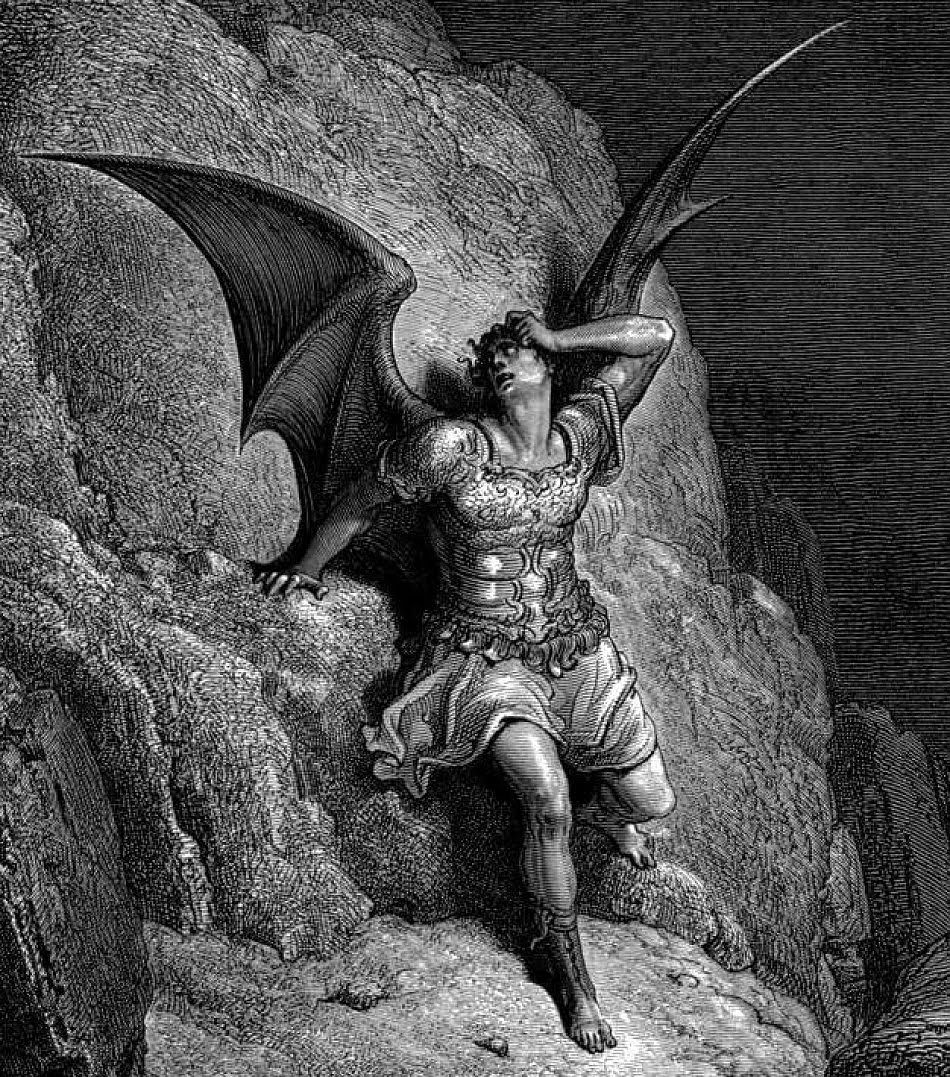
پنداره‌ای از شیطان، اثر گوستاو دوره در کتاب بهشت گمشده نوشته جان میلتون

شیطان‌پرستی یکی از آیین‌های موجود در ایران است. برخی رسانه‌های خبری و سازمان‌های پشتیبان حقوق بشر، گزارش کرده‌اند حقوق شیطان‌پرستان در نظام جمهوری اسلامی ایران نقض می‌شود.

## تاریخچه
یکی از آیین‌های موجود در ایران، شیطان‌پرستی است. شیطان‌پرستی هم در میان افراد سطح پایین جامعه‌ی ایران و هم در افراد سطح بالا  پیرو دارد.

### انواع شیطان‌پرستی
به گفته خبرآنلاین بیش از ۷۰ فرقه شیطان‌پرستی در ایران وجود دارند. نام مکاتب اصلی شیطان‌پرستی چنین است:
1. شیطان‌پرستی فلسفی (شیطان‌گرایی لاویایی)
2. شیطان‌پرستی دینی (پرستش شیطان به عنوان موجود واقعی)
3. شیطان‌پرستی گوتیک (شرپرستی).[۵]

### آمار
هزاران شیطان‌پرست و نیز بیش از ۷۰ فرقه شیطان‌پرستی در ایران وجود دارند.

### هنر

#### موسیقی
برخی از سبک‌های موسیقی را برخی افراد و رسانه‌ها به اشتباه به شیطان‌پرستان منتسب کرده‌اند:
1. موسیقی راک؛[۴]
2. موسیقی هوی متال؛[۶][۴]
3. موسیقی رپ.[۷]

### نمادها
1. سیگیل بافومت
2. ستاره پنج پر معکوس
3. عدد ۶۶۶
4. سر بز شاخدار (بز مِندس)
5. صلیب وارونه
6. چشم شیطان
7. چشمی در حال نگاه به همه جا (چشم جهان‌بین)[۴]

### مراکز مهم
1. کلیسای شیطان
2. معبد ست
3. معبد شیطانی

## نقض حقوق شیطان‌پرستان در ایران
- به گفته پلیس فتا درج هرگونه مطالب توهین‌آمیز به دین اسلام و تبلیغ به نفع حزب، گروه یا فرقه مخالف اسلام (از جمله شیطان‌پرستی) و نیز نقل مطالب از نشریات و رسانه‌های منحرف در فضای مجازی، جرم است و با عوامل آن قاطعانه برخورد می‌شود.[۸]

### احضار، بازداشت، شکنجه و زندان
1. در خرداد ۱۳۹۸، ۱۰ رهبر اصلی یک گروه ۲۰۰ نفرهٔ شیطان‌پرستی در یکی از جنگل‌های آمل را عوامل حکومت جمهوری اسلامی بازداشت کردند.[۹]
2. در خرداد ۱۳۹۹، ۴۲ تن (۲۸ مرد و ۱۴ زن) در مازندران به اتهام شیطان‌پرستی دستگیر شدند.[۱۰][۱۱][۱۲][۱۳]
3. در مهر ۱۳۹۶، سیزده دختر و پسر را در یک رستوران تهران، به اتهام همراه داشتن نشانه‌های گروه‌های شیطان‌پرستی، پلیس (دینی) جمهوری اسلامی بازداشت کرد.[۱۴][۱۵][۱۶][۱۷]
4. در آبان ۱۳۸۸، ۱۲ جوان در ارومیه به اتهام شیطان‌پرستی و تشکیل گروه‌های موسیقی زیرزمینی و تهیه کلیپ‌های انتقادی دربارهٔ حکومت جمهوری اسلامی دستگیر شدند.[۷] همچنین به دلیل توهین به اسلام و وجود موسیقی رپ و سرودهای انتقادی بر ضد حکومت جمهوری اسلامی، پنج باب مغازه پلمب شده و نیز شش دستگاه رایانه و ۱۵ خط تلفن و موبایل، ضبط شد.[۱۸]
5. در مهر ۱۳۹۶، دو جوان به اتهام فروش لوازم شیطان‌پرستی از جمله لباس، چکمه‌های بلند و رنگی، سربند و دستبندهای چاپی دستگیر شدند.[۱۴]
6. در سال ۱۳۸۸، صاحبان بسیاری از سایت‌هایی را که از دید حکومت جمهوری اسلامی غیراخلاقی هستند، از جمله سایتهای شیطان‌پرستی، سپاه پاسداران انقلاب اسلامی شناسایی و بازداشت کرد.[۷]
7. در تیر ۱۳۹۱، پلیس فضای تولید و تبادل اطلاعات ناجا(فتا) یک نفر را که در اینترنت شیطان‌پرستی را ترویج می‌کرد، دستگیر کرد.[۸]
8. سپاه پاسداران انقلاب اسلامی، اعضای یک گروه چند ده نفرهٔ همجنس‌گرایی و شیطان‌پرستی را در کرمانشاه بازداشت نمود.[۱۹]
9. در آذر ۱۳۹۸، ۱۳۵ زن و مرد در یک مهمانی در دماوند به اتهام شیطان‌پرستی بازداشت شدند.[۲۰][۲۱]
10. در دی ۱۳۹۶، دو جوان به دلیل تبلیغ شیطان‌پرستی بازداشت شدند.[۲۲]
11. در آبان ۱۳۹۹، یک شهروند آبادانی به دلیل تبلیغ شیطان‌پرستی در برخی شبکه‌های اجتماعی بازداشت شد.[۲۳]
12. در مرداد ۱۴۰۰، یک شهروند کرجی را به دلیل انتشار تصاویر خالکوبی و شیطان‌پرستانه، برخی از مأموران پلیس (دینی) حکومت جمهوری اسلامی بازداشت کردند.[۲۴]
13. در تیر ۱۳۹۳، ۸ تن را در فیروزکوه به اتهام شیطان‌پرستی، سپاه پاسداران انقلاب اسلامی بازداشت کردند.[۲۵]
14. در ۱۲ خرداد ۱۴۰۳، ۳۵ عضو شبکهٔ شیطان پرستی در دزفول دستگیر شدند.[۲۶]
15. در ۲ تير ۱۴۰۳، ۲۹ نفر از اعضای یک گروه شیطان‌پرستی در شیروان دستگیر شدند.[۲۷]

#### ممنوعیت نمادها و لباس‌های شیطان‌پرستی
1. در سال ۱۳۹۶ خورشیدی، بیش از ۱۱ میلیون سی‌دی، از جمله سی‌دی‌های بازی‌های رایانه‌ای شیطان‌پرستی را پلیس (دینی) حکومت جمهوری اسلامی جمع‌آوری نمود که ۵ میلیون نسخه‌اش نابود شد.[۲۸]
2. در سال ۱۳۹۸، ده‌ها هزار لباس با نشانه‌های شیطان‌پرستی را پلیس (دینی) حکومت جمهوری اسلامی در شهر قزوین جمع‌آوری کرد.[۲۹]
3. صدها لباس با نشانه‌های شیطان‌پرستی را پلیس (دینی) حکومت جمهوری اسلامی در شهر بابلسر جمع‌آوری شد و در این راستا دو واحد صنفی، پلمپ شده و به ۱۶ واحد دیگر، اخطار داده شد.[۳۰]

## فعالیت‌ها
1. در سال ۱۳۹۴، دربارهٔ وجود ۱۸ نماد شیطان‌پرستی در یکی از پارک‌های مشهد گزارش داده شد.[۳۱][۳۲]

### سرکوب‌گران
1. نیروی انتظامی جمهوری اسلامی ایران؛[۲]
2. سپاه پاسداران انقلاب اسلامی.[۱۹]

### فتوای مراجع تقلید بر ضد شیطان‌پرستان
حکم فقهی شیطان‌پرستان ارتداد (به دلیل کنار گذاشتن اسلام) و حبس و اعدام مجازات آن‌ها است. همچنین (از دید حکومت جمهوری اسلامی) تبلیغات شیطان‌پرستان و گروه‌هایی این‌چنینی هم، به نوعی تبلیغ بر ضد حکومت جمهوری اسلامی است.
- ناصر مکارم شیرازی در پاسخ به استفتایی دربارهٔ شیطان‌پرستان فتوا داده است: «این افراد مختلف هستند. اگر [کسانی] اعتقادات آن‌ها را به‌طور کامل قبول کنند-که یکی از آن‌ها نفی وجود پروردگار یا صفات مسلّم اوست-مرتد محسوب می‌شوند و اگر تنها مسائل بی‌بندوباری و شهوانی آن‌ها را بپذیرند همچون حیوان هستند.»[۳۴][۳۵]